# Castillo de Örbyhus
El Castillo de Örbyhus (en sueco: Örbyhus slott) es un castillo en el municipio de Tierp, Suecia.  Se encuentra a unos 12 kilómetros al este de la ruta europea E4, aproximadamente a mitad de camino entre Uppsala y Gävle.
Conocido desde el siglo XIV, la finca fue convertida en un castillo durante el siglo XV por Johan Kristensson Vasa, abuelo del rey sueco Gustavo Vasa. El castillo fue usado como prisión, siendo su prisionero más conocido el rey Erico XIV de Suecia, quien murió aquí en 1577.

## Historia

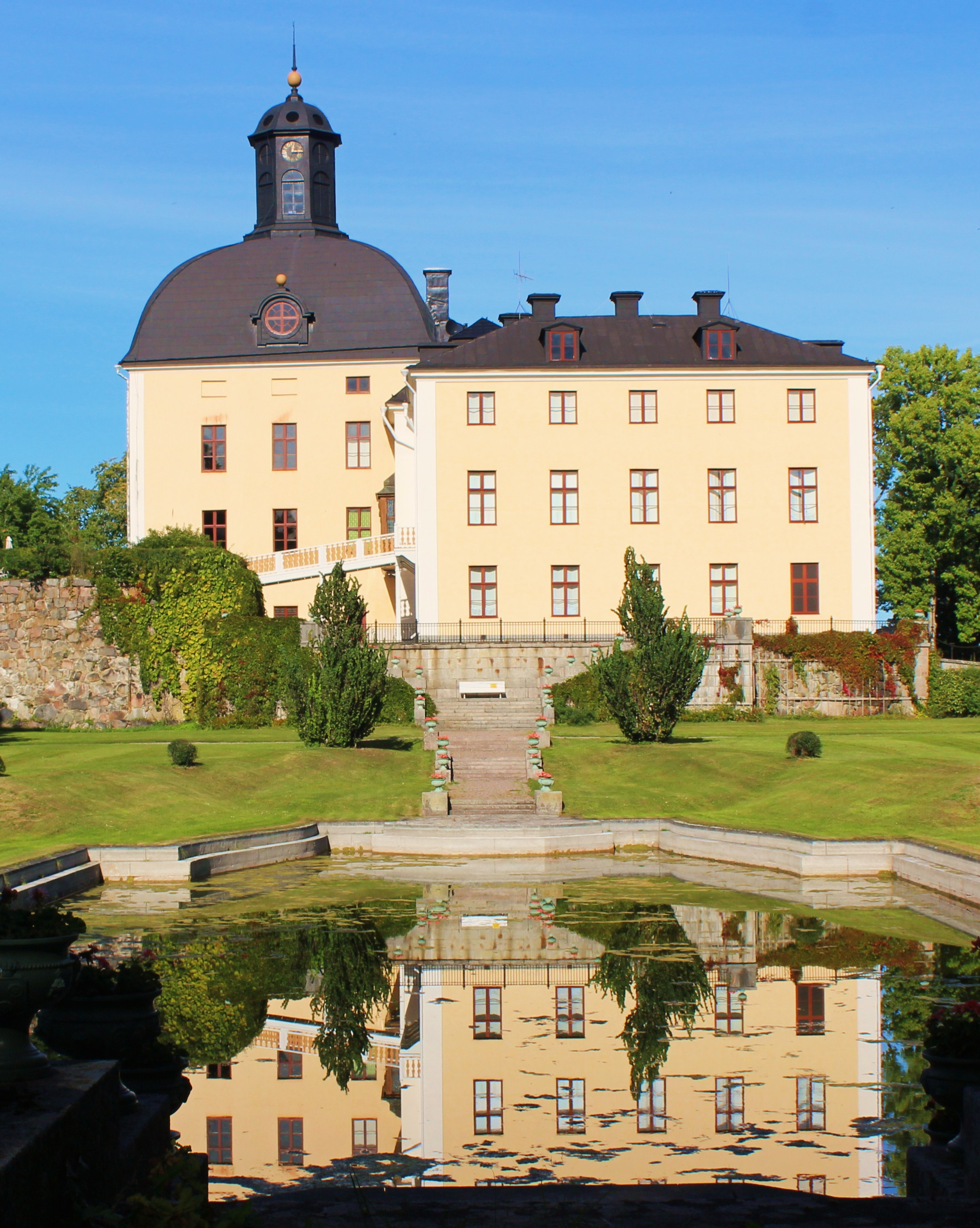
Vista lateral del castillo, con el torreón medieval incorporado a la izquierda.

La propiedad es conocida desde el siglo XIV. Durante el siglo XV, un torreón de piedra fue erigido con propósitos defensivos por Johan Kristensson Vasa, abuelo del futuro rey de Suecia Gustavo Vasa. La torre de piedra todavía forma el núcleo del complejo del castillo. Esta torre central fue construida a mediados del siglo XV. Subsiguientemente se mantuvo en la familia Vasa, y durante el reinado del Gustavo Vasa fue ampliado en una fortaleza con una muralla perimetral, todavía parcialmente conservada. Desde este tiempo, el castillo también empezó a usarse como prisión del estado, donde por ejemplo el mariscal de campo, miembro del consejo privado y gobernador de Narva e Ivangorod Carl Henriksson Horn af Kanckas fue encarcelado después de ser condenado por traición. El prisionero más famoso del castillo fue el rey Erico XIV de Suecia, que fue encarcelado por su hermano, Juan III de Suecia. Erico XIV fue encarcelado en 1574 y murió en cautividad ahí en 1577. Posiblemente fue asesinado por instigación de su hermano.
El castillo se mantuvo dentro de la familia real hasta 1641, cuando mediante un intercambio se convirtió en propiedad de la familia Banér, que permaneció como propietaria hasta 1729. Durante la propiedad de Gustaf Carlsson Banér, el castillo fue en la década de 1660 transformado en un palacio barroco. El arquitecto, posiblemente Erik Dahlbergh, incorporó el torreón medieval en el palacio. Otra reconstrucción a gran escala tuvo lugar en 1825-32, bajo la guía del arquitecto Carl Christoffer Gjörwell. También fue renovado en 1901-08.

## Arquitectura

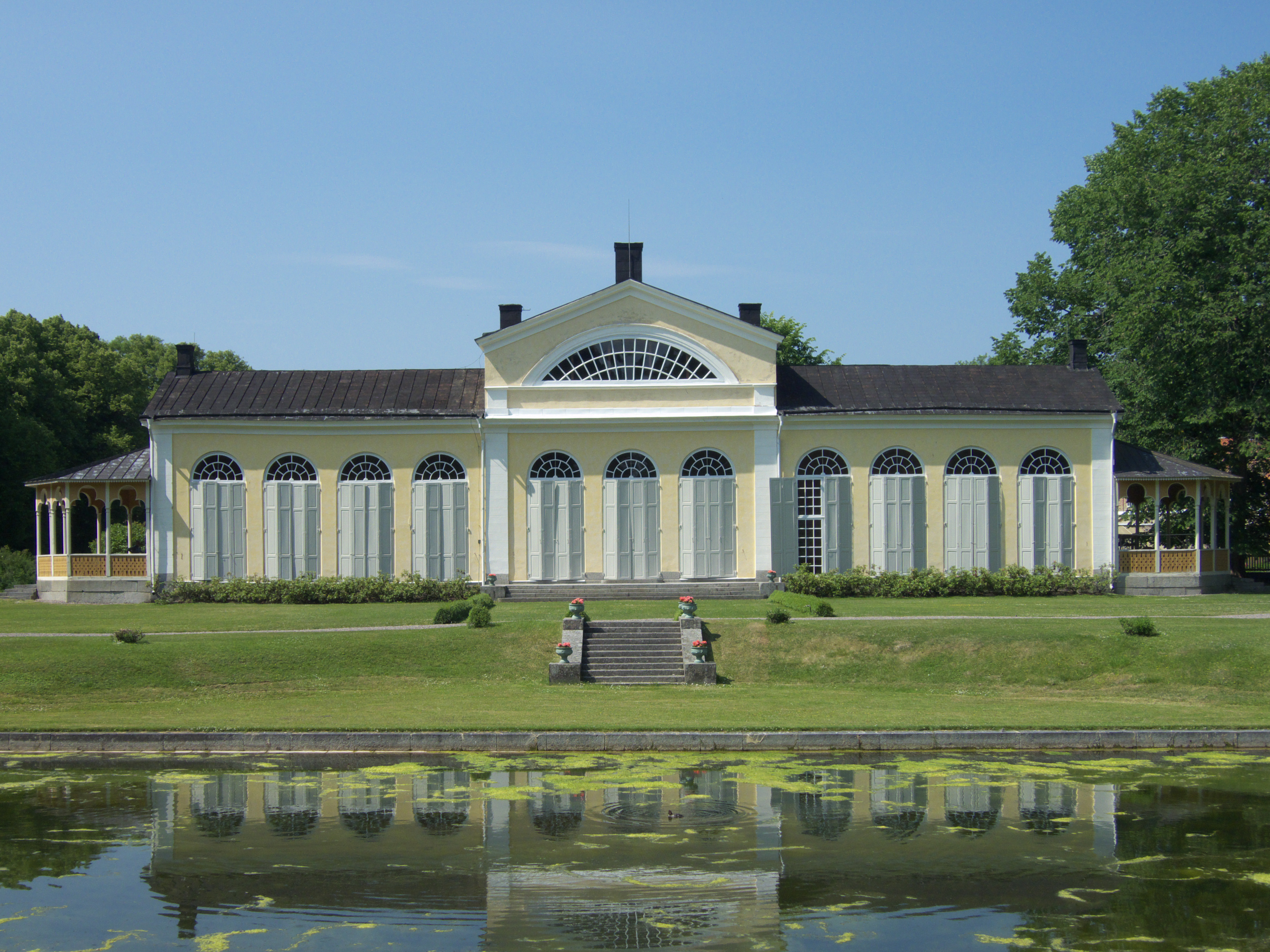
La orangerie en el parque.

El torreón medieval hoy en día forma una parte del complejo del castillo. Es una torre cuadrada con una linterna en el tejado, rodeado por una pared de piedra parcialmente preservada con aperturas para cañones. Es en esta torre donde se encontraba localizada la prisión. Su mobiliario actual, sin embargo, data de la década de 1640. La torre fue incorporada al edificio barroco cuando este fue construido en la década de 1660. La parte barroca del castillo es un edificio de tres plantas construido de ladrillo. Desde el edificio principal con la entrada, se proyectan dos alas para formar entre ellas un patio interior. Las alas eran originalmente de una planta menos pero fueron agrandadas en 1825-32. Dentro, el castillo muestra ricos interiores de varios siglos.
Aparte del edificio principal, el castillo está rodeado por un gran parque con varios anexos. El más notable entre ellos es la orangerie, diseñada por Gjörwell y erigida en la década de 1820.